# Energetski vir
Za življenje na Zemlji in za človeške dejavnosti so pomembni energijski viri. Najpomembnejši energijski vir je Sonce. Vsak dan sije na Zemljo sončna svetloba in prinaša energijo, ki vzdržuje na Zemlji za življenje primerne okoliščine. Večino prejete energije se izseva nazaj v vesolje, le 0,2 % se v rastlinah pretvori v biomaso (les, listje, trava).
Med ostalimi energijskimi viri so pomembna fosilna goriva, jedrska goriva, geotermalni viri, tekoča voda, akumulirana voda, veter, oceanski valovi. V energetiki se to imenujejo viri primarne energije.  
Vire energije, ki jih lahko uporabljamo lahko razdelimo še na trajne in neobnovljive vire. Prvi se nenehno obnavljajo, pri drugih pa so zaloge omejene in jih bo človeštvo prej ali slej izčrpalo. Med vire, ki so vsaj za človeške pojme trajni, štejemo predvsem Sonce, biomaso, geotermalne vire, tekočo in akumulirano vodo, veter in oceanske valove.
Med neobnovljive vire pa sodijo fosilna goriva in jedrsko gorivo.